# Майнлендер, Филипп
Филипп Майнлендер (нем. Philipp Mainländer; 5 октября 1841 — 1 апреля 1876) — немецкий поэт и философ

. Полученное при рождении имя Филипп Батц (нем. Philipp Batz) дальнейшем поменял на Майнлендер, в честь своего родного города Оффенбаха-на-Майне.
В своём главном произведении «Философия освобождения» (Философия искупления) Майнлендер излагает, по мнению Теодора Лессинга, «возможно, самую радикальную систему пессимизма, которая только существует в философской литературе». Философ провозглашает, что в человеческом существовании нет ценности и что «осознание того, что небытие лучше, чем бытие, является высшим принципом всей морали».

## Биография
Родился в городе Оффенбах-на-Майне 5 октября 1841 года вследствие «супружеского изнасилования». Был младшим из шести детей. В семье царила угнетающая атмосфера: трое из шести братьев и сестёр в дальнейшем закончили жизнь самоубийством.
В 1856 году, по указанию отца, владельца фабрики, Майнлендер поступил в Коммерческую школу в Дрездене. Спустя 2 года его взяли на работу в торговый дом в Неаполе, где он выучил итальянский и познакомился с произведениями Данте, Петрарки, Боккаччо и Леопарди. Позже Майнлендер будет описывать 5 лет в Италии как самые лучшие годы своей жизни.
«Я видел мир как купец, сформировал коммерческое мировоззрение и был избавлен от ядовитого дыхания профессоров философии и сухих, червеобразных, недальновидных учёных, всезнаек, как презрительно говорил Гераклит».
К неаполитанскому периоду относится открытие для себя Майнлендером главной работы Шопенгауэра «Мир как воля и представление». Будучи в то время девятнадцатилетним молодым человеком, Майнлендер описывает это открытие как своего рода опыт откровения, «самый знаменательный день в (своей) жизни». В самом деле, наиболее важное влияние на его последующие философские работы произвёл именно Шопенгауэр.
Филипп Майнлендер возвращается в Германию в 1863 году и работает на фабрике своего отца. В том же году он пишет трёхчастное стихотворение «Последний Гогенштауфен». Два года спустя, 5 октября, в 24-й день рождения поэта, умирает его мать. Из-за пережитой потери он в последующие годы всё больше и больше отказывается от поэзии и переходит к философии. Изучает Шопенгауэра, Канта («не отравлен Фихте, Шеллингом и Гегелем, а более критически закалён Шопенгауэром»). Читает «Парцифаль» Вольфрама фон Эшенбаха, классиков — от Гераклита до Кондильяка.
В марте 1869 года Майнлендер занимает должность в банке «J. Mart. Magnus» в Берлине. Его целью становится накопление в течение нескольких лет небольшого состояния, процентный доход от которого мог бы позволить ему вести скромную жизнь в небольшой деревне. Однако крах на Венской фондовой бирже 8 мая 1873 года (Wiener Krach) полностью разрушил планы Майнлендера. В 1873 году он оставляет свою должность в банке, не вполне представляя, что делать дальше.

## Появление «Философии освобождения»
Хотя богатые родители и откупили его от военной службы в 1861 году, Майнлендер — в соответствии со своим желанием, выраженным в автобиографической записке «безоговорочно служить кому-то другому, делая самую ужасную работу, слепо повинуясь» — предпринимает серьёзные усилия, чтобы пойти служить. Наконец, 6 апреля 1874 года — в возрасте 32 года — философ обращается с просьбой о прохождении военной службы к Кайзеру Вильгельму I, что увенчивается успехом: 28 сентября того же года он призывается кирасиром в городе Хальберштадт. В течение четырёх месяцев до наступления срока службы он пишет первый том своей главной работы «Философия освобождения», пребывая в настоящем творческом кураже.
«И теперь началась волшебная жизнь, духовное цветение, полное блаженства и счастья. […] Эта жизнь длилась целых четыре месяца; июнь, июль, август и сентябрь. Чётко, последовательно и целостно устоялась моя система в моем сознании, и творческое безумие оживило меня, ему не нужен был кнут мысли о том, что я должен закончить до 28-го сентября; потому что 1 октября я должен начать службу — эта дата была неотложной. Если бы я тогда не закончил, я бы смог завершить свою работу только через три года спустя, то есть я бы пребывал будто в бездне, в которую меня столкнули фурии разбитого существования».
Законченную рукопись произведения Майнлендер передаёт своей сестре Минне, чтобы она нашла издательство за время его службы. Он пишет письмо неизвестному издателю, в котором просит, чтобы его напечатали с указанием не его настоящего имени (Филипп Батц), а под псевдонимом Филипп Майнлендер, потому что ничто не пугает его так, «как быть на глазах у всего мира».
1 ноября 1875 года Майнлендер — первоначально с обязательством в три года, но теперь, как он отмечает в письме к своей сестре Минне, «истощённый, использованный, при совершенном здоровье невыразимо уставший» — досрочно освобождён от несения военной службы и отправляется обратно в свой родной город Оффенбах, где он переживает вторую творческую волну, корректирует в течение двух месяцев рукопись «Философии освобождения», пишет мемуары, новеллу «Rupertine del Fino», а также завершает второй том своей основной работы.
Примерно с февраля 1876 года у Майнлендера возникает ментальный крах — такое же, как крах, который потерпел несколько лет спустя Фридрих Ницше. Страдая бредом величия и именуя себя мессией социал-демократии, в ночь на первое апреля 1876 Майнлендер повесился в своей квартире в Оффенбах-на-Майне, используя стопку копий «Философии освобождения» как подставку.